# Shearella browni
Shearella browni är en spindelart som först beskrevs av Shear 1978.  Shearella browni ingår i släktet Shearella och familjen Tetrablemmidae.
Artens utbredningsområde är Madagaskar. Inga underarter finns listade i Catalogue of Life.